# Dinastia Ming
La dinastia Ming (明朝S, Míng cháoP, chiamata anche 大明帝国 il grande impero dei Ming) fu la dinastia che assunse il controllo assoluto della Cina dal 1368 al 1644, dopo aver determinato il crollo della precedente dinastia Yuan di origine mongola. Dopo la conquista da parte dell'emergente dinastia Shun della capitale Pechino nel 1644, gli aristocratici fedeli alla causa dei Ming si organizzarono nelle loro roccaforti nelle province meridionali del paese. Nel 1645 la dinastia Qing di etnia manciù sconfisse l'esercito Shun e si impadronì del potere. La resistenza dei cosiddetti Ming meridionali sarebbe stata progressivamente distrutta dai Qing e dopo il 1662 sarebbero rimasti soltanto dei gruppi isolati di Ming che avrebbero continuato le loro attività antigovernative fino all'istituzione della Repubblica di Cina nel 1912. L'impero Ming era uno dei più vasti della storia, con una superficie di 10,4 milioni di kmq all'apice, nel XVII secolo.
Gli imperatori della dinastia Ming erano membri della famiglia Zhu ed erano di etnia han. La dinastia sarebbe stata l'ultima di tale etnia a dominare la Cina.
Durante il regno degli Yuan, vi erano stati tra la popolazione forti sentimenti di opposizione al dominio dei mongoli. Il malessere degli han sfociò in una rivolta popolare che costrinse gli Yuan a ritirarsi nuovamente nelle steppe della Mongolia. La rivolta condotta da Zhu Yuanzhang consentì nel 1368 la presa del potere da parte della dinastia Ming, che promosse un periodo di rinascita culturale nel paese. I mercanti cinesi tornarono ad avere un ruolo di primo piano spingendosi fino all'oceano Indiano e le arti, in special modo quella della produzione di porcellana, raggiunsero traguardi straordinari mai ottenuti prima.
Sotto il regno dei Ming, venne costruita una grande flotta composta da enormi navi dotate di quattro alberi con la stazza fino a 1 500 tonnellate, e venne organizzato un esercito di terra composto da un milione di uomini.
Nella Cina del Nord, vennero prodotte ogni anno più di 100 000 tonnellate di ferro, e molti libri furono stampati con caratteri mobili. Rinomatissime sono le ceramiche Ming, tra cui si annovera quella wucai. Secondo alcuni storici, la Cina all'inizio della dinastia Ming era la nazione più evoluta della Terra.

## Origini

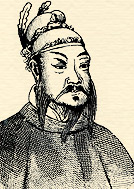
L'imperatore Hongwu

La discriminazione razziale effettuata dalla dinastia mongola degli Yuan contro i cinesi Han viene spesso considerata come causa primaria per la fine del dominio Yuan in Cina. Sono ritenute ulteriori cause: la collaborazione dei mongoli con i lama tibetani nel privare i cinesi delle loro terre, e l'eccessiva circolazione di cartamoneta, che fece decuplicare l'inflazione durante il regno dell'imperatore Shundi.
Le inondazioni del fiume Giallo furono imputate all'abbandono da parte degli Yuan dei progetti di irrigazione. Verso la fine del loro dominio, l'agricoltura cinese era in condizioni disastrose.
L'idea di una rivolta maturò quando centinaia di migliaia di civili cinesi vennero costretti a lavorare al consolidamento degli argini del Fiume Giallo. Dopo molti anni di lotte, il gruppo ribelle condotto da Zhu Yuanzhang, che sarebbe divenuto il primo imperatore Ming Hongwu, divenne il più potente tra i vari gruppi cinesi di etnia han. Zhu avrebbe conquistato il potere nel 1368 fondando la dinastia Ming, stabilendo la capitale a Nanchino e adottando come titolo onorifico il nome "Hongwu" (letteralmente: immensamente marziale).
Divenuto orfano da adolescente, Zhu entrò in un monastero buddista per evitare di morire di fame. Durante questo periodo aderì ad una società segreta conosciuta con il nome di "fiore di loto bianco". Più tardi, da condottiero ribelle, entrò in contatto con eruditi confuciani appartenenti alla classe dei proprietari terrieri, dai quali ricevette una educazione negli affari di Stato.
Da ribelle popolare divenne difensore del confucianesimo e delle convenzioni neo-confuciane e, nonostante le umili origini, emerse come condottiero nazionale contro la decadente dinastia Yuan. Zhu divenne uno dei due soli fondatori dinastici provenienti dalla classe rurale (l'altro fu Gao Zu della dinastia Han).
Dopo aver combattuto e allontanato gli invasori mongoli, e valutato il rischio reale di una futura e nuova invasione, Hongwu restaurò l'ortodossa visione confuciana che poneva i militari come una classe subordinata alla burocrazia degli eruditi. Considerava i mongoli ancora molto pericolosi ed organizzò un potente esercito.
Indotto dall'avversione confuciana verso il commercio, Hongwu appoggiò la creazione di comunità agricole largamente autosufficienti. Fece espropriare le tenute neofeudali che si erano create alla fine della dinastia Song e durante quella Yuan, i grandi latifondi confiscati vennero frammentati e messi in affitto, e la schiavitù nei fondi privati venne vietata. Dopo la morte dell'imperatore Yongle, i contadini indipendenti costituirono la classe dominante dell'agricoltura cinese.

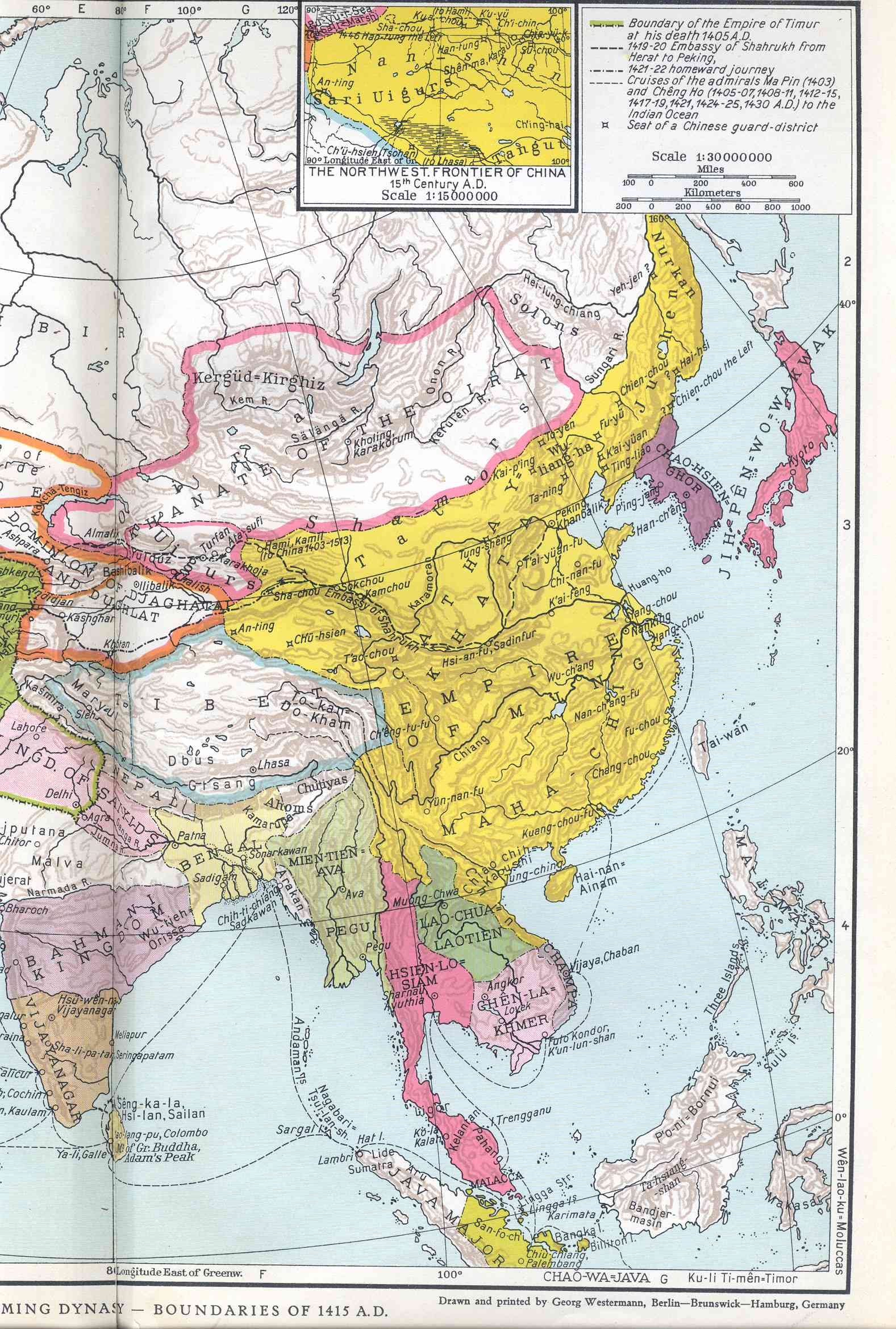
L'impero alla sua massima estensione

Sotto il governo di Hongwu, i burocrati mongoli che avevano dominato per quasi un secolo durante la dinastia Yuan vennero sostituiti dai cinesi di etnia han. Venne ripristinato il tradizionale sistema confuciano di verifica, con il quale venivano selezionati i funzionari statali e gli impiegati civili sulla base del merito. I candidati per gli impieghi nel servizio civile e nel servizio militare dovettero passare nuovamente i tradizionali esami studiando i testi classici cinesi. I letterati confuciani, messi da parte dalla dinastia Yuan per circa un secolo, tornarono nuovamente ad esercitare la loro influenza sullo Stato cinese.
Hongwu riuscì parzialmente a consolidare il proprio controllo su tutti gli aspetti del governo, sia per evitare che qualche altro gruppo fosse in grado di sovvertire il suo potere che per rinforzare le difese del paese contro i mongoli. Come imperatore, concentrò sempre di più il potere nelle proprie mani, fece arrestare il Primo ministro accusato di aver congiurato contro di lui ed abolì il segretariato imperiale, che durante le dinastie precedenti costituiva il principale ente amministrativo statale.
Durante i precedenti regni, il Primo ministro doveva garantire che all'interno del governo vi fosse un livello sufficiente di competenza e continuità, ma Hongwu, desideroso di concentrare nelle sue mani tutto il potere, abolì l'ufficio del Primo ministro (accusato inoltre di complotto contro il sovrano), rimuovendo la sola garanzia contro imperatori incompetenti. Ad Hongwu succedette sul trono nel 1398 il nipote Jianwen, che dopo 4 anni venne spodestato dall'usurpatore Chengzu, uno dei figli più giovani di Hongwu, che regnò con il nome imperiale Yongle dal 1403 al 1434. Il nuovo imperatore spostò nuovamente la capitale a Pechino nel 1421 (fu ufficialmente accettata nel 1441).
Durante il dominio dei Song, dinastia han che precedette quella degli Yuan, gli eunuchi ebbero un ruolo decisivo negli affari di governo; Hongwu ne ridusse il numero e vietò loro di maneggiare documenti di Stato, li lasciò privi di istruzione e liquidò quelli che si intromisero negli affari di Stato. Aveva una pronunciata avversione verso gli eunuchi imperiali (una corte di servi castrati al servizio dell'imperatore) ed un'iscrizione nel suo palazzo proclamava: "Gli eunuchi non possono avere nulla a che fare con l'amministrazione." Durante il regno del suo successore, gli eunuchi iniziarono a riguadagnare la loro precedente influenza.
Il ruolo dell'imperatore in questo frangente divenne ancora più autocratico, anche se Hongwu necessariamente continuò ad avvalersi di quello che chiamava il "Grande Segretariato" per gestire l'immensa mole di incartamenti, che includevano memoriali (petizioni e raccomandazioni al trono), editti imperiali, notizie di vari tipi e registri delle tasse. Nel corso della dinastia Ming si perpetuarono continue lotte di parte tra la Corte Interna (Eunuchi) e la Corte Esterna (Grandi Segretari). 
Frequenti furono, inoltre, le punizioni corporali inflitte ai funzionari; HongWu adottò il metodo mongolo della "punizione dei bambù", eseguito in cerimonie pubbliche. Nel 1375 un funzionario fu letteralmente battuto fino alla morte.
Durante il regno di Hongwu, vi fu una rapida e notevole crescita della popolazione, soprattutto grazie all'aumentata disponibilità di cibo derivante dalle indovinate riforme agricole. Alla fine della dinastia Ming la popolazione probabilmente era cresciuta di almeno il 50%.
L'imperatore Hongwu temeva le ribellioni ed i colpi di Stato. La critica da parte di qualunque suo consigliere diveniva un'offesa da punire con la pena capitale. Una storia che lo riguarda parla di uno studioso confuciano, che era contrario alle sue politiche e che decise di andare nella capitale e rimproverare l'imperatore. Dopo aver intrattenuto gli ascoltatori, entrò nella bara che aveva portato con sé ed attese l'ordine di esecuzione di Hongwu. L'imperatore fu invece così colpito dalla sua spavalderia che gli risparmiò la vita.

## Dalle esplorazioni all'isolamento
Tra il 1405 e il 1433, gli imperatori Ming inviarono sette spedizioni marittime per esplorare i mari del Sud e l'oceano Indiano. La xenofobia e l'introspezione intellettuale, caratteristiche della sempre più popolare scuola neo-confuciana, non condussero all'isolamento fisico della Cina. I contatti ed i commerci con il mondo esterno, in particolare con il Giappone, si incrementarono notevolmente. Yongle fu competente come amministratore, ma si rivelò un tiranno: con costernazione delle élite colte che ambivano ad un regno basato sulla virtù, fece eliminare famiglie intere di suoi oppositori politici e durante il suo regno furono assassinate arbitrariamente migliaia di persone.
Yongle tentò di estendere l'influenza della Cina al di fuori dei suoi confini, incoraggiando i vicini regnanti a spedire ambasciatori in Cina per offrire tributi. Gli eserciti cinesi riconquistarono l'Annam e bloccarono l'espansionismo mongolo, mentre la flotta cinese varcò i mari della Cina e l'oceano Indiano, arrivando fino alle coste orientali dell'Africa. I cinesi acquisirono una certa influenza sul territorio del Turkestan, e le nazioni marittime dell'Asia spedirono convogli con omaggi per l'imperatore cinese. All'interno del paese, il "Gran Canale" venne espanso notevolmente e fu utilizzato con profitto per il commercio interno.

## Le sette spedizioni navali

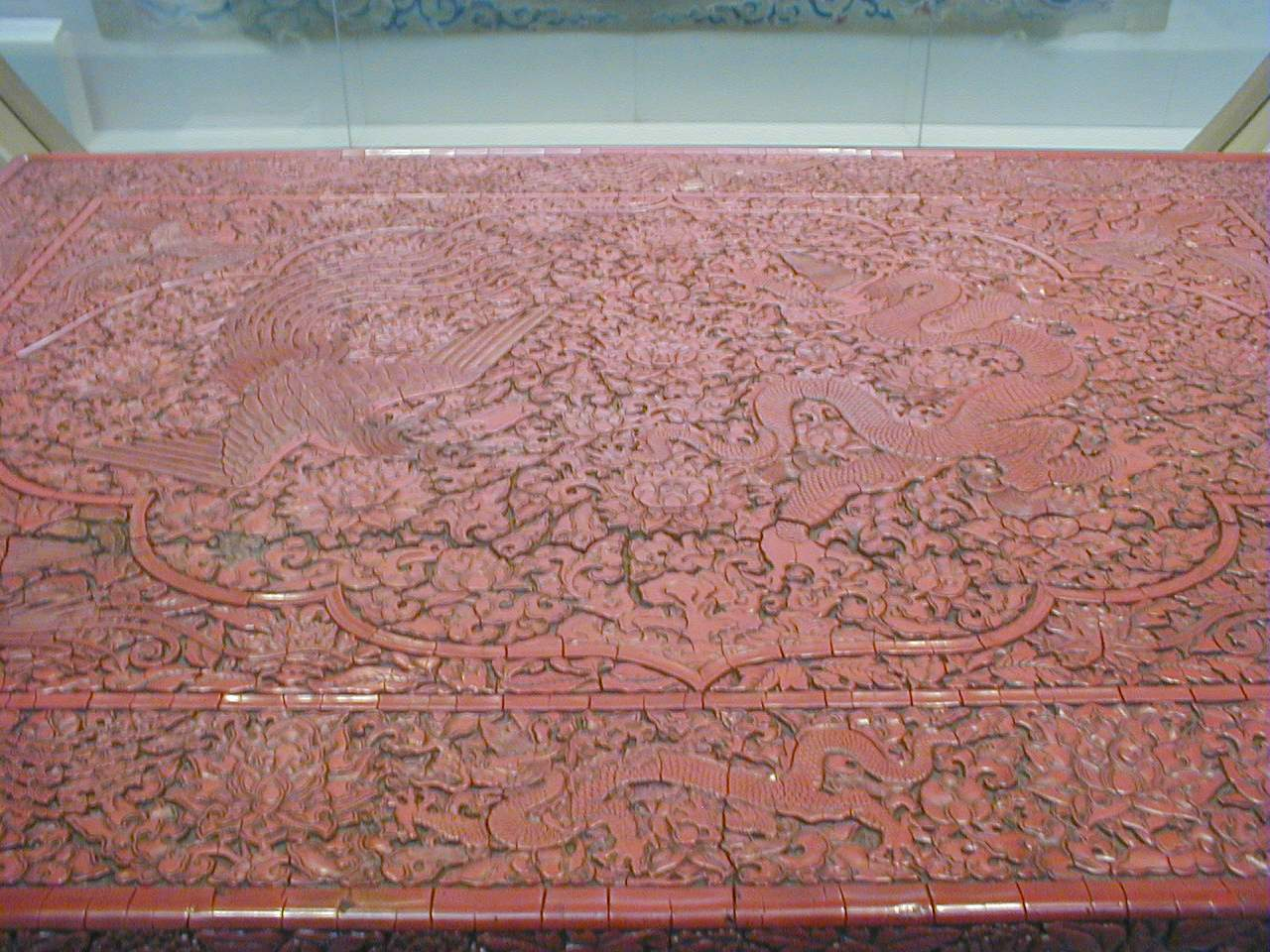
Questo potrebbe essere l'unico esemplare rimasto di un grande oggetto di arredo laccato dalla "fabbrica Orchard" (la bottega imperiale della lacca) stabilitasi a Pechino all'inizio della dinastia Ming. Decorata con draghi e fenici, era stata fabbricata per un palazzo imperiale durante il regno di Xuande (1426-1435). Attualmente è in mostra al Victoria and Albert Museum di Londra.

Le imprese più straordinarie del periodo Ming furono le sette spedizioni navali di Zheng He, che attraversò il sudest asiatico e l'oceano Indiano. Era questi un ambizioso eunuco musulmano di discendenza hui, esterno alle strutture elitarie degli eruditi confuciani, che condusse tra il 1405 e il 1433 sette spedizioni navali, sei delle quali durante il regno di Yongle. Probabilmente arrivò fino al Corno d'Africa. L'incarico ricevuto da Zheng del 1403 per condurre una squadra marittima fu un trionfo per le lobby commerciali, che cercavano di stimolare il commercio tradizionale ed erano contrarie al mercantilismo.
Gli interessi di questi gruppi erano connessi anche a quelli delle lobby religiose. Entrambe erano offensive per le sensibilità neo-confuciane delle élite erudite, contrarie al commercio e all'esplorazione incoraggiati da tali gruppi. La prima spedizione nel 1405 consisteva di 62 giunche e 28 000 uomini, e a quel tempo era la più grande spedizione navale della storia. Le navi a più strati di Zheng He trasportavano fino a 500 soldati ma anche partite di beni da esportare, soprattutto sete e porcellane, e riportavano indietro beni di lusso stranieri come spezie e legni tropicali.
La ragione economica per queste enormi imprese era importante e molte navi avevano ampie cabine private riservate ai mercanti. Ma l'obiettivo principale era probabilmente politico: acquisire nuovi Stati tributari e sancire la potenza dell'impero Ming dopo quasi un secolo di dominio barbarico.
Il carattere politico dei viaggi di Zheng He evidenziò la supremazia delle élite cinesi. Nonostante la loro potenza che non aveva precedenti, i viaggi di Zheng He, a differenza delle successive spedizioni europee del XV secolo, non erano tesi ad estendere la sovranità cinese al di là dei mari. Le traversate furono oggetto di competizione tra le élite dello Stato, e diedero luogo a numerose controversie politiche.
I viaggi di Zheng He erano stati appoggiati dagli eunuchi di basso rango suoi compagni a corte, a cui si opponevano strenuamente i dignitari di istruzione confuciana. L'antagonismo divenne estremo al punto tale che questi ultimi provarono a cancellare le menzioni delle spedizioni navali dai registri ufficiali dell'impero. Secondo una interpretazione di compromesso, le incursioni dei mongoli orientarono i rapporti di forza a favore delle élite confuciane.
A partire dalla fine del XV secolo, ai sudditi imperiali venne impedito di costruire navi per l'oceano o di lasciare il paese. Alcuni storici obiettano che questa misura venne presa come risposta alla pirateria.
Secondo storici degli Anni 1960 come John Fairbank e Joseph Levinson, questo rinnovamento si convertì in stagnazione, la scienza e la filosofia vennero strette in un groviglio di tradizioni che soffocavano ogni tentativo di apertura verso l'innovazione. Gli storici che mantengono questa posizione mettono in evidenza che nel XV secolo l'abbandono della grande flotta ed il divieto di costruzione di navi per mare portarono al decadimento dell'industria del ferro.

## Declino dei Ming, una rivoluzione commerciale abortita
Le lunghe guerre con i mongoli, le incursioni giapponesi in Corea e le razzie dei pirati giapponesi e cinesi nelle città costiere nel XVI secolo (incursioni wokou sotto Jiajing) indebolirono il potere dei Ming, che divenne vulnerabile ai colpi di stato, come era successo per le dinastie precedenti.
Gli storici concentrarono la loro attenzione sull'incremento relativamente più lento del mercantilismo e dell'industrializzazione di tipo europeo in Cina durante il dominio Ming, e fecero dei paralleli tra la commercializzazione dell'economia Ming, l'era del cosiddetto "capitalismo incipiente" in Cina, e l'ascesa del capitalismo commerciale nell'ovest. Tali confronti ebbero lo scopo di analizzare i motivi per cui la Cina non fosse progredita a partire dall'ultimo secolo della dinastia Ming.
Storici economisti come Kenneth Pomeranz hanno ribattuto che la Cina era tecnologicamente ed economicamente alla pari con l'Europa fino al 1750 e che la divergenza era dovuta a condizioni locali, come l'accesso alle risorse naturali del Nuovo Mondo. Buona parte del dibattito si concentrò sul contrasto tra i sistemi politici ed economici dell'est e dell'ovest. Assumendo come reale la premessa causale che le trasformazioni economiche inducono cambiamenti sociali, che a loro volta hanno conseguenze nella politica, si può comprendere perché l'ascesa del capitalismo, un sistema economico nel quale il capitale viene investito per produrre ulteriore capitale, sia stato in qualche modo una forza trainante nell'ascesa dell'Europa moderna. Il capitalismo può essere rintracciato in numerosi stadi distinti della storia dell'Occidente, ed il capitalismo commerciale era il primo stadio.
In Europa i governi spesso proteggevano e incoraggiavano la classe capitalista borghese, composta principalmente da mercanti, attraverso controlli governativi, sussidi e monopoli, come nel caso della compagnia britannica delle Indie orientali. Gli stati assolutisti di quel tempo spesso ambivano a trarre beneficio dal crescente profitto della borghesia, per espandere o centralizzare i loro Stati nazione.
La questione appare ancor più anomala se si considera che durante l'ultimo secolo della dinastia Ming emerse una genuina economia della moneta, a lato di imprese mercantili ed industriali di scala relativamente ampia di proprietà, sia privata che statale, come ad esempio i grandi centri tessili del sud-est. Per alcuni aspetti, la questione è al centro dei dibattiti concernenti il relativo declino della Cina rispetto all'Occidente moderno, almeno fino alla rivoluzione comunista.
Gli storici cinesi marxisti, specialmente durante gli anni settanta, identificarono l'era Ming come un'epoca di "capitalismo incipiente", una descrizione ragionevole ma che non spiega la degradazione e l'aumentata regolamentazione statale del commercio statale di quel tempo. Ipotizzarono quindi che il mercantilismo di tipo europeo e l'industrializzazione avrebbero potuto svilupparsi anche in Cina, se non fosse stato per la conquista dei Manchu e per l'espansione dell'imperialismo europeo, specialmente dopo le guerre dell'oppio.
Una critica di orientamento post-modernista contesta che questo punto di vista sia semplicistico o errato. La proibizione di percorrere rotte oceaniche, viene affermato, era volta a evitare la pirateria e venne stabilita nel periodo medio-Ming su richiesta urgente della burocrazia, che metteva in evidenza gli effetti nocivi che i predoni stavano avendo sulle economie delle coste. Questi storici, tra cui Jonathan Spence, Kenneth Pomeranz e Johanna Waley-Cohen, negano che la Cina si fosse "ripiegata su se stessa", e asseriscono che questa visione della dinastia Ming è incoerente con il crescente volume di affari tra la Cina e l'Asia sud-orientale. Quando i portoghesi raggiunsero l'India, trovarono una rete commerciale in rapida espansione che seguirono poi fino in Cina, dove nel XVI secolo fondarono Macao, il primo insediamento europeo nella Cina continentale.
Altri storici collegano lo sviluppo prematuro del mercantilismo di tipo europeo e l'industrializzazione al declino della dinastia Ming. Il dibattito sulla degradazione del commercio è incentrato soprattutto sul ruolo del supporto dello Stato. Durante i primi anni della dinastia Ming, Hongwu creò le fondamenta per uno Stato disinteressato al commercio ed orientato ad ottenere rendite dall'agricoltura. Con scarsa comprensione dei processi economici dei mercati, supportato dagli eruditi, Hongwu si affidò al punto di vista confuciano secondo cui i mercanti sono dei parassiti. Percepiva che l'agricoltura doveva essere la sorgente della prosperità del paese e che il commercio fosse ignobile.
Probabilmente questa visione venne accentuata dalle sue umili origini. Il sistema economico Ming enfatizzò l'agricoltura, a differenza di quello della dinastia Song, che aveva preceduto i mongoli e che basava sui commerci le proprie rendite. Le leggi contro i mercanti e le restrizioni imposte agli artigiani rimasero simili a quelle applicate dai Song, ma ora affliggevano anche i mercanti stranieri del periodo mongolo, e la loro influenza diminuì rapidamente.
Sebbene gli ultimi imperatori Ming, dopo i contatti con gli europei, vedessero l'insorgere di una genuina economia monetaria basata sull'argento (dovuta in gran parte al commercio con il Nuovo Mondo degli spagnoli e dei portoghesi), con lo sviluppo di imprese industriali e mercantili in larga scala e della proprietà sia pubblica che privata (i cosiddetti "germogli del capitalismo"), l'età Ming non vide probabilmente la nascita del "capitalismo incipiente" a causa del predominio dell'influenza politica su quella economica.
In Europa i nuovi capitalisti, che ricavavano molti dei loro profitti dalla compravendita di beni, erano protetti e incoraggiati da controlli, sussidi e monopoli dei governi e la borghesia era una nuova e appetibile base tassabile per i troni in Europa, ma non nella stessa misura in Cina.
Sebbene il regno di Hongwu avesse visto l'introduzione della carta moneta, lo sviluppo del capitalismo venne intralciato dall'inizio nel raggiungere il suo potenziale. Non comprendendo il meccanismo dell'inflazione, Hongwu elargì in ricompense così tanta carta moneta che dal 1425 lo stato venne obbligato a reintrodurre monete in rame, con la valuta di carta svalutata della settantesima parte del suo valore originale. Questa svalutazione è stata causata anche dall'introduzione dell'uso, prima proibito, dell'argento per pagare le imposte all'inizio del secolo XVI.
Il controllo (ma non necessariamente il supporto) statale dell'economia cinese e della società in tutti i suoi aspetti, rimase la caratteristica principale del dominio Ming, come di quelli precedenti. La concentrazione di potere avrebbe potuto avere implicazioni disastrose se l'imperatore fosse stato incompetente o disinteressato al governo. Il motivo principale del declino Ming fu probabilmente la concentrazione di tutto il potere nelle mani dell'imperatore. Storici occidentali osservano anche che le qualità degli imperatori declinavano e questo venne esacerbato dalla centralizzazione della autorità.

## Imperatori della dinastia Ming
| Ritratto                           | Nome personale       | Nome postumo 1 (forma breve)   | Nome templare 1                          | Anni di regno        | Nome dell'era                                                                                             |
| ---------------------------------- | -------------------- | ------------------------------ | ---------------------------------------- | -------------------- | --- |
|                                    | Zhū Yuánzhāng 朱元璋 | Gāodì 高帝                     | Tàizǔ 太祖                               | 1368-1398            | Hóngwǔ 洪武                                                                                               |
|                                    | Zhū Yǔnwén 朱允炆    | Huìdì 惠帝                     | Non concesso, vedi in fondo alla lista 2 | 1398-1402            | Jiànwén 建文                                                                                              |
|                                    | Zhū Dì 朱棣          | Wēndì 文帝                     | Chéngzǔ, 成祖 o Tàizōng, 太宗            | 1402-1424            | Yǒnglè 永樂                                                                                               |
|                                    | Zhū Gāochì 朱高熾    | Zhāodì 昭帝                    | Rénzōng 仁宗                             | 1424-1425            | Hóngxī 洪熙                                                                                               |
|                                    | Zhū Zhānjī 朱瞻基    | Zhāngdì 章帝                   | Xuānzōng 宣宗                            | 1425-1435            | Xuāndé 宣德                                                                                               |
|                                    | Zhū Qízhèn 朱祁鎮    | Ruìdì 睿帝                     | Yīngzōng 英宗                            | 1435-1449; 1457-1464 | Zhèngtǒng, 正統 1436-1449; Tiānshùn, 天順 1457-1464 3                                                     |
|                                    | Zhū Qíyù 朱祁鈺      | Jǐngdì 景帝                    | Dàizōng 代宗                             | 1449-1457            | Jǐngtài 景泰                                                                                              |
|                                    | Zhū Jiànshēn 朱見深  | Chúndì 純帝                    | Xiànzōng 憲宗                            | 1464-1487            | Chénghuà 成化                                                                                             |
|                                    | Zhū Yòutáng 朱祐樘   | Jìngdì 敬帝                    | Xiàozōng 孝宗                            | 1487-1505            | Hóngzhì 弘治                                                                                              |
|                                    | Zhū Hòuzhào 朱厚照   | Yìdì 毅帝                      | Wǔzōng 武宗                              | 1505-1521            | Zhèngdé 正德                                                                                              |
|                                    | Zhū Hòucōng 朱厚熜   | Sùdì 肅帝                      | Shìzōng 世宗                             | 1521-1566            | Jiājìng 嘉靖                                                                                              |
|                                    | Zhū Zǎihòu 朱載垕    | Zhuāngdì 莊帝                  | Mùzōng 穆宗                              | 1566-1572            | Lóngqìng 隆慶                                                                                             |
|                                    | Zhū Yìjūn 朱翊鈞     | Xiǎndì 顯帝                    | Shénzōng 神宗                            | 1572-1620            | Wànlì 萬曆                                                                                                |
|                                    | Zhū Chángluò 朱常洛  | Zhēndì 貞帝                    | Guāngzōng 光宗                           | 1620                 | Tàichāng 泰昌                                                                                             |
|                                    | Zhū Yóujiào 朱由校   | Zhédì 悊帝                     | Xīzōng 熹宗                              | 1620-1627            | Tiānqǐ 天啓                                                                                               |
|                                    | Zhū Yóujiǎn 朱由檢   | Zhuānglièmǐnhuángdì 莊烈愍皇帝 | Sīzōng, 思宗 o Yìzōng, 毅宗              | 1627-1644            | Chóngzhēn 崇禎                                                                                            |
| Dinastia Shun 大順王朝             |                      |                                |                                          |                      | |
|                                    | Li Zicheng 李自成    | Non concesso                   | Chuǎng Wáng 闖王                         | 1644-1645            | Yung Chang 永昌                                                                                           |
| Dinastia Ming meridionale 南明政權 |                      |                                |                                          |                      | |
|                                    | Zhū Yóusōng 朱由崧   | Non presente                   | Ānzōng 安宗                              | 1644-1645            | Hóngguāng 弘光                                                                                            |
|                                    | Zhū Yùjiàn 朱聿鍵    | Non presente                   | Shàozōng 紹宗                            | 1645-1646            | Lóngwǔ 隆武                                                                                               |
|                                    | Zhū Chángfāng 朱常淓 | Non presente                   | Nessuno dato                             | 1645                 | Nessuno dato, ma talvolta menzionata come la Reggenza del Principe di Lu (Luh) 潞王臨國 Lù Wáng Lín Guó 4 |
|                                    | Zhū Yǐhǎi 朱以海     | Non presente                   | Nessuno dato                             | 1645-1653            | Nessuno dato, ma talvolta menzionata come la Reggenza del Principe di Lu (Lou) 魯王臨國 Lǔ Wáng Lín Guó   |
|                                    | Zhū Yùyuè 朱聿[金粵] | Non presente                   | Nessuno dato                             | 1646                 | Shàowǔ 紹武                                                                                               |
|                                    | Zhū Yóuláng 朱由榔   | Non presente                   | Nessuno dato                             | 1646-1662            | Yǒnglì 永曆                                                                                               |

1. Poiché i nomi postumi e templari erano spesso condivisi da imperatori di dinastie diverse, essi sono di solito preceduti dal nome dinastico, in questo caso Ming, per evitare confusione. Ad esempio, l'imperatore Hongwu è frequentemente citato come Ming Taizu.
2. L'imperatore Yongle assunse il trono di suo nipote, l'imperatore Jianwen, che si diceva ufficialmente fosse morto in un incendio al palazzo, ma che si sospettava fosse fuggito per non vivere come un recluso. L'imperatore Yongle cancellò la cronaca del regno di suo nipote e nessun nome templare fu dato a quest'ultimo.
3. Dopo aver ascoltato gli scarsi consigli dei suoi consiglieri eunuchi, l'imperatore Zhengtong guidò personalmente nel 1449 una campagna contro i Mongoli e fu catturato, Suo fratello, l'imperatore Jingtai, assunse il trono e, ostaggio senza più alcun valore, i Mongoli rilasciarono l'imperatore Zhengtong che ritornò a vivere in isolamento. Tuttavia, l'imperatore Zhengtong fu in grado di reclamare la posizione alla morte del fratello, scegliendo il nome regale Tianshun.
4. I due caratteri sono omonimi, entrambi pronunciati Lu; per distinguerli, uno di solito è mantenuto come Lu e l'altro scritto con una diversa ortografia. Luh viene dalla Cambridge History of China; Lou da Rulers of China (1957) di A. C. Moule. Quando si usa un'ortografia irregolare, l'altra è mantenuta come regolare (Lu). I due sistemi sono distinti e non usati simultaneamente.

## Linea di successione degli imperatori
Gli imperatori sono riportati con il nome con il quale sono più comunemente conosciuti.
|                     |                     |                     |                     |                     |                     | HONGWU *1328 †1398    |                       |                       |                       |                       |                       |                     |                     |                     |                     |                     |                     |  |  |  |  |  |  |
|                     |                     |                     |                     |                     |                     |                       |                       |                       |                       |                       |                       |                     |                     |                     |                     |                     |                     |  |  |  |  |  |  |
|                     |                     |                     |                     |                     |                     |                       |                       |                       |                       |                       |                       |                     |                     |                     |                     |                     |                     |  |  |  |  |  |  |
| Biāo *1355 †1392    | Biāo *1355 †1392    | Biāo *1355 †1392    | Biāo *1355 †1392    | Biāo *1355 †1392    | Biāo *1355 †1392    | YONGLE *1360 †1424    | YONGLE *1360 †1424    | YONGLE *1360 †1424    | YONGLE *1360 †1424    | YONGLE *1360 †1424    | YONGLE *1360 †1424    |                     |                     |                     |                     |                     |                     |  |  |  |  |  |  |
| Biāo *1355 †1392    | Biāo *1355 †1392    | Biāo *1355 †1392    | Biāo *1355 †1392    | Biāo *1355 †1392    | Biāo *1355 †1392    | YONGLE *1360 †1424    | YONGLE *1360 †1424    | YONGLE *1360 †1424    | YONGLE *1360 †1424    | YONGLE *1360 †1424    | YONGLE *1360 †1424    |                     |                     |                     |                     |                     |                     |  |  |  |  |  |  |
| JIANWEN *1377 †1402 | JIANWEN *1377 †1402 | JIANWEN *1377 †1402 | JIANWEN *1377 †1402 | JIANWEN *1377 †1402 | JIANWEN *1377 †1402 | HONGXI *1378 †1425    | HONGXI *1378 †1425    | HONGXI *1378 †1425    | HONGXI *1378 †1425    | HONGXI *1378 †1425    | HONGXI *1378 †1425    |                     |                     |                     |                     |                     |                     |  |  |  |  |  |  |
| JIANWEN *1377 †1402 | JIANWEN *1377 †1402 | JIANWEN *1377 †1402 | JIANWEN *1377 †1402 | JIANWEN *1377 †1402 | JIANWEN *1377 †1402 | HONGXI *1378 †1425    | HONGXI *1378 †1425    | HONGXI *1378 †1425    | HONGXI *1378 †1425    | HONGXI *1378 †1425    | HONGXI *1378 †1425    |                     |                     |                     |                     |                     |                     |  |  |  |  |  |  |
|                     |                     |                     |                     |                     |                     | XUANDE *1399 †1435    |                       |                       |                       |                       |                       |                     |                     |                     |                     |                     |                     |  |  |  |  |  |  |
|                     |                     |                     |                     |                     |                     |                       |                       |                       |                       |                       |                       |                     |                     |                     |                     |                     |                     |  |  |  |  |  |  |
|                     |                     |                     |                     |                     |                     |                       |                       |                       |                       |                       |                       |                     |                     |                     |                     |                     |                     |  |  |  |  |  |  |
|                     |                     |                     |                     |                     |                     | ZHENGTONG *1427 †1464 | ZHENGTONG *1427 †1464 | ZHENGTONG *1427 †1464 | ZHENGTONG *1427 †1464 | ZHENGTONG *1427 †1464 | ZHENGTONG *1427 †1464 | JINGTAI *1434 †1457 | JINGTAI *1434 †1457 | JINGTAI *1434 †1457 | JINGTAI *1434 †1457 | JINGTAI *1434 †1457 | JINGTAI *1434 †1457 |  |  |  |  |  |  |
|                     |                     |                     |                     |                     |                     | ZHENGTONG *1427 †1464 | ZHENGTONG *1427 †1464 | ZHENGTONG *1427 †1464 | ZHENGTONG *1427 †1464 | ZHENGTONG *1427 †1464 | ZHENGTONG *1427 †1464 | JINGTAI *1434 †1457 | JINGTAI *1434 †1457 | JINGTAI *1434 †1457 | JINGTAI *1434 †1457 | JINGTAI *1434 †1457 | JINGTAI *1434 †1457 |  |  |  |  |  |  |
|                     |                     |                     |                     |                     |                     | CHENGHUA *1447 †1487  |                       |                       |                       |                       |                       |                     |                     |                     |                     |                     |                     |  |  |  |  |  |  |
|                     |                     |                     |                     |                     |                     |                       |                       |                       |                       |                       |                       |                     |                     |                     |                     |                     |                     |  |  |  |  |  |  |
|                     |                     |                     |                     |                     |                     |                       |                       |                       |                       |                       |                       |                     |                     |                     |                     |                     |                     |  |  |  |  |  |  |
| HONGZHI *1470 †1505 | HONGZHI *1470 †1505 | HONGZHI *1470 †1505 | HONGZHI *1470 †1505 | HONGZHI *1470 †1505 | HONGZHI *1470 †1505 | Yuyuan *1479 †1519    | Yuyuan *1479 †1519    | Yuyuan *1479 †1519    | Yuyuan *1479 †1519    | Yuyuan *1479 †1519    | Yuyuan *1479 †1519    |                     |                     |                     |                     |                     |                     |  |  |  |  |  |  |
| HONGZHI *1470 †1505 | HONGZHI *1470 †1505 | HONGZHI *1470 †1505 | HONGZHI *1470 †1505 | HONGZHI *1470 †1505 | HONGZHI *1470 †1505 | Yuyuan *1479 †1519    | Yuyuan *1479 †1519    | Yuyuan *1479 †1519    | Yuyuan *1479 †1519    | Yuyuan *1479 †1519    | Yuyuan *1479 †1519    |                     |                     |                     |                     |                     |                     |  |  |  |  |  |  |
| ZHENGDE *1491 †1521 | ZHENGDE *1491 †1521 | ZHENGDE *1491 †1521 | ZHENGDE *1491 †1521 | ZHENGDE *1491 †1521 | ZHENGDE *1491 †1521 | JIAJING *1507 †1567   | JIAJING *1507 †1567   | JIAJING *1507 †1567   | JIAJING *1507 †1567   | JIAJING *1507 †1567   | JIAJING *1507 †1567   |                     |                     |                     |                     |                     |                     |  |  |  |  |  |  |
| ZHENGDE *1491 †1521 | ZHENGDE *1491 †1521 | ZHENGDE *1491 †1521 | ZHENGDE *1491 †1521 | ZHENGDE *1491 †1521 | ZHENGDE *1491 †1521 | JIAJING *1507 †1567   | JIAJING *1507 †1567   | JIAJING *1507 †1567   | JIAJING *1507 †1567   | JIAJING *1507 †1567   | JIAJING *1507 †1567   |                     |                     |                     |                     |                     |                     |  |  |  |  |  |  |
|                     |                     |                     |                     |                     |                     | LONGQING *1537 †1572  |                       |                       |                       |                       |                       |                     |                     |                     |                     |                     |                     |  |  |  |  |  |  |
|                     |                     |                     |                     |                     |                     |                       |                       |                       |                       |                       |                       |                     |                     |                     |                     |                     |                     |  |  |  |  |  |  |
|                     |                     |                     |                     |                     |                     | WANLI *1563 †1620     |                       |                       |                       |                       |                       |                     |                     |                     |                     |                     |                     |  |  |  |  |  |  |
|                     |                     |                     |                     |                     |                     |                       |                       |                       |                       |                       |                       |                     |                     |                     |                     |                     |                     |  |  |  |  |  |  |
|                     |                     |                     |                     |                     |                     | TAICHANG *1582 †1620  |                       |                       |                       |                       |                       |                     |                     |                     |                     |                     |                     |  |  |  |  |  |  |
|                     |                     |                     |                     |                     |                     |                       |                       |                       |                       |                       |                       |                     |                     |                     |                     |                     |                     |  |  |  |  |  |  |
|                     |                     |                     |                     |                     |                     |                       |                       |                       |                       |                       |                       |                     |                     |                     |                     |                     |                     |  |  |  |  |  |  |
| TIANQI *1605 †1627  | TIANQI *1605 †1627  | TIANQI *1605 †1627  | TIANQI *1605 †1627  | TIANQI *1605 †1627  | TIANQI *1605 †1627  | CHONGZHEN *1611 †1644 | CHONGZHEN *1611 †1644 | CHONGZHEN *1611 †1644 | CHONGZHEN *1611 †1644 | CHONGZHEN *1611 †1644 | CHONGZHEN *1611 †1644 |                     |                     |                     |                     |                     |                     |  |  |  |  |  |  |